# Hoya dasyantha
Hoya dasyantha är en oleanderväxtart som beskrevs av Ying Tsiang. Hoya dasyantha ingår i släktet Hoya och familjen oleanderväxter. Inga underarter finns listade i Catalogue of Life.